# Douwe Jan Elzinga
Douwe Jan Elzinga (Leek, 21 juni 1950) is een Nederlands rechtsgeleerde. Elzinga is emeritus hoogleraar staatsrecht aan de Rijksuniversiteit Groningen. 
In 1976 studeerde Elzinga af aan de Rijksuniversiteit Groningen in zowel geschiedenis als Nederlands recht. In 1982 promoveerde hij aan de Universiteit Utrecht op het proefschrift De politieke partij en het constitutioneel recht; promotoren waren Marten Burkens en André Donner. In 1986 werd hij benoemd tot hoogleraar staatsrecht. Hij is gespecialiseerd in de thema’s grondrechten, lagere overheden, verhouding tussen parlement en regering en de positie en het functioneren van politieke partijen.
Elzinga was voorzitter van de commissie-Elzinga, de staatscommissie voor Dualisme en Lokale Democratie. Deze commissie presenteerde begin 2000 haar eindrapport. Op basis van dit advies kwam de Wet dualisering gemeentebestuur tot stand. Elzinga toonde zich een groot voorstander van versterking van de lokale democratie.
Bij de gemeenten zijn de belangrijkste wijzigingen ten opzichte van het verleden:
- ontkoppeling van het wethouderschap en raadslidmaatschap
- versterking van de controlerende bevoegdheden van de gemeenteraad
- invoering van een gemeentelijke rekenkamer of rekenkamerfunctie
- aanstelling van een raadsgriffier

Mede vanwege zijn verdiensten voor het lokaal en provinciaal bestuur mocht Elzinga in 2006 de Van Kemenadeprijs in ontvangst nemen uit handen van Jos van Kemenade, oud-minister en oud-commissaris van de Koningin. In 2003 werd hij al benoemd tot Ridder in de Orde van de Nederlandse Leeuw.